# Rimac Group
Die Rimac Group ist eine kroatische Automotive-Holding, die zwei Töchter kontrolliert:
- Rimac Technology entwickelt und produziert Bauteile für Automobilhersteller und gehört zu 100 % zur Rimac Group
- Bugatti Rimac baut Supersportwagen unter den Marken Bugatti und Rimac, die Rimac Group hält 55 % daran, die restlichen 45 % hält Porsche

Das Unternehmen ging aus der heutigen Tochter Rimac Automobili hervor, Anteilseigner sind Mate Rimac, Porsche, Hyundai, Goldman Sachs und Streubesitz.

## Tätigkeit
Rimac war verantwortlich für den KERS-Hybridantrieb in Aston Martins neuem Supersportwagen, dem Valkyrie. Das Unternehmen produzierte außerdem das Batteriesystem für Koenigsegg Automotive (speziell für den Koenigsegg Regera) und Jaguar, sowie auch für andere Autohersteller, und entwickelte Infotainmentsysteme für Renault. 2018 trat sie in eine technische Partnerschaft mit Pininfarina ein, dessen neues Fahrzeug, der Pininfarina Battista, auf der gleichen Plattform wie der Nevera basiert.
Rimac war auch an der Produktion von Antriebssträngen und anderen Komponenten für Rennfahrzeuge beteiligt, beispielsweise für Nobuhiro Tajima, mit dem sie mit dem gemeinsamen elektrisch angetriebenen „Tajima Rimac E-Runner Concept_One“ beim 2015 Pikes Peak International Hill Climb debütierte. Das Auto beendete das Rennen auf dem zweiten Platz, vor allen Autos mit Verbrennungsmotor.
Seit 2019 kooperierte die Hyundai Motor Group mit Rimac und investierte 80 Millionen Euro in Rimac. Aus dieser Kooperation heraus sollte Hyundai und Kia bis 2020 jeweils ein neues leistungsstarkes Elektroauto herstellen. Seitdem wurde von Hyundai allerdings noch kein Produkt präsentiert und 2022 kamen Gerüchte über die Beendigung der Kooperation auf.
2021 wurde Bugatti von VW über Porsche nach Rimac durchgereicht. Um dies mit verschiedenen Anteilseignern zu bewältigen, wurde Rimac umstrukturiert und in Rimac Technology und Rimac Automobili aufgespalten. Rimac Technology wird direkt von der Holding Rimac Group kontrolliert, Rimac Automobili gehört zur ebenfalls neugeschaffenen Bugatti Rimac d.o.o.
2024 wurde im Rahmen einer Pressemitteilung ein selbstfahrendes Taxi für 2026 unter Beteiligung von Kia ankündigt.